# Agente etiológico
Agente etiológico é o agente causador de uma doença. Normalmente, este causador precisa de um vetor para proliferar a doença (ou seja, completar seu ciclo de parasitismo). Este vetor pode ser animado ou inanimado. Existem centenas de agentes etiológicos dos quais podem causar, se não tratados, uma série de más consequências. Dentro dessas centenas de agentes etiológicos, há que ter em conta que podem ser de origem endógena ou exógena.
Fatores Endógenos - Intrínseco ao hospedeiro- Idade- Fatores hormonais- Fatores metabólicos- Fatores Congênitos- Fatores Hereditários- Fatores Imunológicos- Fatores neurogênicos.
Fatores Exógenos - Exteriores ao hospedeiro- Traumatismos- Microrganismos patogênicos- Agentes físicos- Agentes químicos.
Logo, não se pode generalizar nenhum tipo de agente etiológico obuenou mesmo classificá-los de acordo com doenças, pois cada caso tem seu particularismo. Porém, pode-se, sim, compará-los e constatar que certos tipos de agentes e certos tipos de ciclos de parasitismo se equiparam.